# Zomba nyassiensis
Zomba nyassiensis är en skalbaggsart som beskrevs av Marc Lacroix 2006. Zomba nyassiensis ingår i släktet Zomba och familjen Melolonthidae. Inga underarter finns listade i Catalogue of Life.